# پریم چوپرا
پرِم چوپرا به (به انگلیسی: Prem Chopra) بازیگر اهل کشور هند است که در فیلم‌های هندی و پنجابی زبان بازی می‌کند. وی در تاریخ ۲۳ سپتامبر ۱۹۳۵ در شهر لاهور زاده شد. این هنرمند در طول پنجاه سال در بیش از ۳۲۰ فیلم بازی کرده‌است.

## قسمتی از فیلمشناسی
- حیوان-۲۰۲۳
- پادشاه رنگارنگ-۲۰۱۹
- عروسی پنجابی پاتل-۲۰۱۷
- قتل شرافتی -۲۰۱۴
- من سال نو را دوست دارم-۲۰۱۳
- من دیوانه‌ام-۲۰۱۳
- مامور وینود-۲۰۱۲
- دوستت دارم...آقای هنرمند!-۲۰۱۱
- هرج و مرج ۳-۲۰۱۰
- راکت سینگ-۲۰۰۹
- شادکامی -۲۰۰۷
- ساوان-۲۰۰۶
- شادی-۲۰۰۵
- داماد قلابی-۲۰۰۵
- تضاد-۲۰۰۵
- من گاندی رو نکشتم -۲۰۰۵
- وای! زندگی یعنی این!-۲۰۰۵
- بونتی و بابلی -۲۰۰۵
- ما که هستیم؟-۲۰۰۴
- یکی پیدا شد-۲۰۰۳
- مه-۲۰۰۳
- همیشه با هم-۲۰۰۱
- آهسته و مخفیانه -۲۰۰۱
- دختر شماره یک-۲۰۰۰
- عاشق شدی-۱۹۹۹
- سوگند هندوستان-۱۹۹۹
- پادشاه -۱۹۹۹
- هالو شماره یک-۱۹۹۹
- یام‌راج-۱۹۹۸
- راجا داماد می‌شود-۱۹۹۸
- ظلم و ستم-۱۹۹۸
- پسر شایسته-۱۹۹۷
- راز: حقیقت پنهان-۱۹۹۷
- کتاب مقدس عشق-۱۹۹۶
- نمک-۱۹۹۶
- بازگشت دزد جواهرات-۱۹۹۶
- تکبر-۱۹۹۵
- اکنون عدالت برقرار خواهد شد-۱۹۹۵
- آزمایش-۱۹۹۵
- در آغوش یار-۱۹۹۵
- پادشاه بی‌تاج-۱۹۹۴
- قانون-۱۹۹۴
- یوزپلنگ-۱۹۹۴
- بیایید عاشق شویم-۱۹۹۴
- مرد خائن-۱۹۹۴
- برهما-۱۹۹۴
- اشک‌ها تبدیل شده‌اند به شعله-۱۹۹۳
- جنگجویان-۱۹۹۳
- روزی با عزت-۱۹۹۳
- اوباش امروز راجا-۱۹۹۲
- دیوانه عشق-۱۹۹۲
- ضد-۱۹۹۲
- وحشت-۱۹۹۲
- بازی زندگی-۱۹۹۲
- بازیکن-۱۹۹۲
- ناجی-۱۹۹۲
- لباس مرا دنبال کن-۱۹۹۲
- مست قلندر-۱۹۹۱
- خانه خانوادگی-۱۹۹۱
- قرض شیر-۱۹۹۰
- کالی گنگا-۱۹۹۰
- برده یک کشور آزاد-۱۹۹۰
- توپ آتش-۱۹۸۹
- مانور-۱۹۸۹
- آبهیمانیو-۱۹۸۹
- بخشنده-۱۹۸۹
- تسلط بر حقیقت-۱۹۸۹
- سکه-۱۹۸۹
- مهاویرا-۱۹۸۸
- سرگرم‌کننده-۱۹۸۷
- نگهبان وطن-۱۹۸۷
- ندای انصاف-۱۹۸۷
- قفل کردن-۱۹۸۷
- زبان مرد-۱۹۸۷
- قانون-۱۹۸۷
- شنگرفی-۱۹۸۷
- آویناش-۱۹۸۶
- قطار صبح-۱۹۸۶
- غیرت-۱۹۸۵
- حقیقت-۱۹۸۵
- منزل منزل-۱۹۸۴
- وظیفه و قانون-۱۹۸۴
- آواز-۱۹۸۴
- بی‌تاب-۱۹۸۴
- دنیا-۱۹۸۴
- مقصد-۱۹۸۴
- پاسخ-۱۹۸۳
- قانون کور-۱۹۸۳
- سرکش-۱۹۸۳
- نخ‌های باریک-۱۹۸۳
- دشمنان ثروت-۱۹۸۳
- خوددار-۱۹۸۲
- دو مسیر-۱۹۸۲
- سوال-۱۹۸۲
- در نزدیکی-۱۹۸۱
- انقلاب-۱۹۸۱
- رام و بارلام-۱۹۸۰
- ثروت و دارایی-۱۹۸۰
- دامان-۱۹۸۰
- دوستانه-۱۹۸۰
- سنگ سیاه-۱۹۷۹
- علی‌بابا و چهل دزد-۱۹۷۹
- قمارباز قهار-۱۹۷۹
- نیزهٔ سه شاخه-۱۹۷۸
- آزاد-۱۹۷۸
- خانه و خارج-۱۹۷۸
- دام-۱۹۷۸
- دختر رؤیایی-۱۹۷۷
- باروت-۱۹۷۶
- محبوبه-۱۹۷۶
- دو جاسوس-۱۹۷۵
- راجا-۱۹۷۵
- زاهد تارک دنیا-۱۹۷۵
- اجنبی-۱۹۷۴
- بی‌نام-۱۹۷۴
- جیب‌بر-۱۹۷۴
- شهر عشق-۱۹۷۴
- به هندوستان قسم -۱۹۷۳
- تله عمیق-۱۹۷۳
- لکه-۱۹۷۳
- قیمت-۱۹۷۳
- کرم شب‌تاب-۱۹۷۳
- اسب سیاه-۱۹۷۳
- جنایت-۱۹۷۲
- راجا جانی-۱۹۷۲
- راه سنگ-۱۹۷۲
- بلوند و سیاه-۱۹۷۲
- فریبکار-۱۹۷۲
- داستان-۱۹۷۲
- هری راما هری کریشنا-۱۹۷۱
- راهب عشق-۱۹۷۱
- بادبادک-۱۹۷۱
- به محض اینکه آمدی بهار رسید-۱۹۷۱
- چه احمقی-۱۹۷۰
- وارث-۱۹۶۹
- ناشناخته-۱۹۶۹
- آسمان‌ها تعظیم کردند-۱۹۶۸
- بخشش-۱۹۶۷
- رو در رو-۱۹۶۷
- سراسر جهان-۱۹۶۷
- او که بود؟-۱۹۶۴
- طبقه سوم-۱۹۶۶
- سایه من-۱۹۶۶